# (13927) Grundy
(13927) Grundy est un astéroïde de la ceinture principale.

## Description
(13927) Grundy est un astéroïde de la ceinture principale. Il fut découvert le 26 septembre 1987 à Flagstaff par Edward L. G. Bowell. Il présente une orbite caractérisée par un demi-grand axe de 2,32 UA, une excentricité de 0,16 et une inclinaison de 9,2° par rapport à l'écliptique.

## Compléments